# Тель-Халаф
Тель-Халаф (араб. تل حلف‎) — археологический объект (телль) в сирийской провинции Эль-Хасака. Расположен недалеко от города Рас-эль-Айн в плодородном бассейне реки Хабур вблизи турецкой границы. Современное название Тель-Халаф является местным арамейским топонимом и означает «сделанный из бывшего города». Древний город железного века, который существовал здесь в староарамейское время, в новоассирийский период и в античность, назывался Гузана (библейский Гозан). Оригинальное наименование доисторического поселения эпохи неолита неизвестно, но именно эти археологические слои представляют наибольший интерес.

## История

### Неолит. Халаф
Здесь были найдены очаги первой неолитической культуры, впоследствии названной культурой Халаф, для которой были характерны глазурованная керамика, расписанная геометрическими узорами и рисунками животных.

### Древность. Гузана
В бронзовом веке это место долго пустовало, пока после уничтожения Митанни его не освоили хетты, однако сведения об этом периоде очень скудны, местность была объектом раздоров между Новохеттским и Среднеассирийским царствами. После катастрофы бронзового века (XII век до н. э.) появившийся здесь город стал столицей арамейского государства Бит-Бахиани (X век до н. э.). В IX—VII веках до н. э. город и его окрестности вошли в Новоассирийское царство. Гузана пережила падение Ассирии и просуществовала в подчинении мировых империй вплоть до римско-парфянского времени.

### Современность. Телль. Археологические раскопки
Телль был открыт в 1899 году немецким дипломатом Максом фон Оппенгеймом, исследовавшим местность для проведения Багдадской железной дороги. Он вернулся, чтобы продолжить раскопки в частном порядке в 1910 и в 1913 годах, а также в 1929 году, уже при поддержке французской колониальной администрации Сирии. Несмотря на частный характер, его раскопки были проведены на высоком научном уровне. Значительная часть находок стала его частной собственностью и выставлялась им в Берлине, где в 1943 году стала жертвой бомбовых ударов. После войны осколки этой коллекции остались в ГДР и были сохранены в запасниках Пергамского музея, а после объединения Германии в 2001—2010 годах прошли реставрацию, за которой последовал ряд выставок.
В независимой Сирии объект Телль-Халаф консервировался, пока в 2006 году не начались новые сирийско-германские раскопки. В годы сирийской гражданской войны подразделения YPG Сирийского Курдистана взяли окрестности телля под контроль.